# Амилова, Фотимахон Равшанбек кизи
Фотимахон Равшанбек кизи Амилова (узб. Fotimaxon Ravshanbek qizi Amilova; род. 11 февраля 1999 года, Андижан, Андижанская область, Узбекистан) — узбекская пловчиха-паралимпиец. На Летних Паралимпийских играх 2016 установила мировой рекорд на дистанции 100 метров брассом SB13, а также выиграла золотую, серебряную и бронзовую медаль игр. Победитель и призёр Летних Параазиатских игр.

## Карьера
С 2010 года начала принимать участие на международных соревнованиях. В 2014 году принимала участие на Летних Азиатских играх в Инчхоне (Республика Корея) на дистанциях 50, 100 и 200 метров брассом, но не смогла завоевать медали. С 2015 года основной член национальной паралимпийской сборной Узбекистана.
В 2016 году на Летних Паралимпийских играх в Рио-де-Жанейро (Бразилия) выиграла золотую медаль на дистанции 100 метров брассом SB13, установив мировой рекорд. В индивидуальном плавании на 200 метров SM13 заняла второе место, а также на дистанции 100 метров баттерфляем S13 выиграла бронзу. В этом же году президент Узбекистана Шавкат Мирзиёев наградил Амилову Фотимухон почетным званием «Узбекистон ифтихори» («Гордость Узбекистана»).
В 2018 году на Летних Параазиастких играх в Джакарте (Индонезия) заняла первое место на дистанции 50 и 100 метров вольным стилем S13, выиграла золотую медаль на дистанции 100 метров брассом SB13 и на дистанции 200 метров комплексом SM13. На этих же играх выиграла серебряную медаль на дистанции 100 метров баттерфляем S13 и заняла второе место на дистанции 400 метров вольным стилем S13, а также получила бронзовую медаль на дистанции 100 метров на спине S13. На этих играх она побила мировые рекорды на дистанции 200 метров комплексом SM13 и 100 метров брассом SB13.